# Chrysler United Kingdom

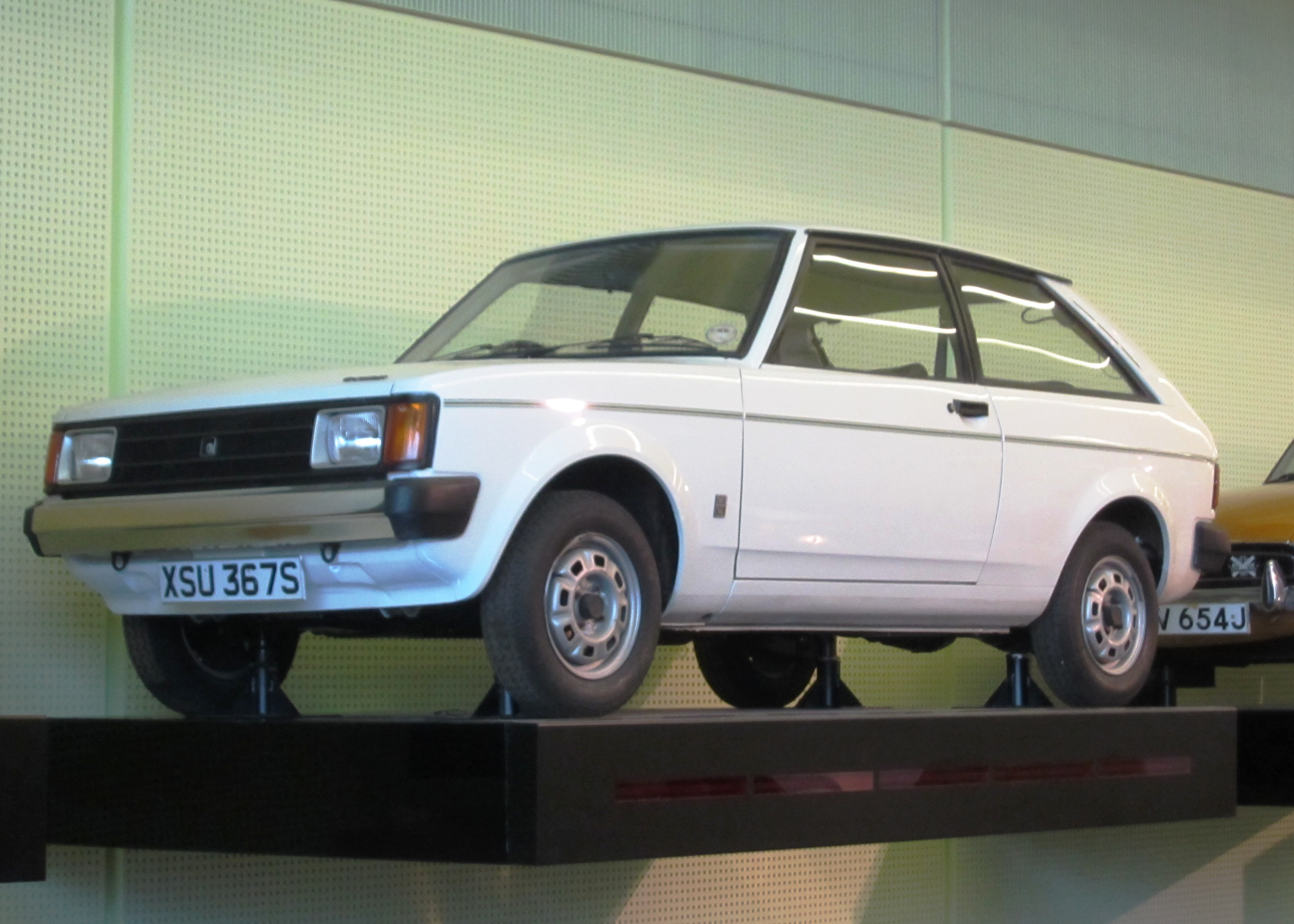
Chrysler Sunbeam

Chrysler United Kingdom war die britische Division des US-amerikanischen Automobilherstellers Chrysler. Sie wurde 1970 gegründet, als die zu Chrysler gehörende Rootes-Gruppe in Chrysler umbenannt wurde.

## Beschreibung
Die anfängliche Modellpalette bestand aus den von Rootes entwickelten Modellen mit den Markennamen Hillman, Sunbeam und Humber. Der erste britische Chrysler, der auch diesen Namen trug, war 1975 der Alpine und ein Jahr später wurden alle verbleibenden Hillman-Modelle in Chrysler umbenannt, während die französischen Chrysler-Modelle weiterhin Simca hießen. Die französische Ausführung des Alpine hieß Simca 1307 / 1308.
Die nächste wichtige Vorstellung von Chrysler United Kingdom war 1977 der Sunbeam, eine kleine, 3-türige Kombilimousine, die den Hillman Imp ersetzen sollte. Sie entstand auf dem Heckantriebsfahrgestell des Hillman Avenger. 1978 wurde in der unteren Mittelklasse der Horizon, eine 5-türige Kombilimousine, vorgestellt. Sie sollte eine modernere Alternative zum Ford Escort, dem Vauxhall Viva und dem Austin Allegro darstellen. Während der gesamten 1980er-Jahre verkauften sich die britischen Chrysler recht gut.
1979 war die Muttergesellschaft Chrysler USA in großen finanziellen Schwierigkeiten. Um einen Zusammenbruch des Unternehmens zu verhindern, wurden die europäischen Divisionen im Vereinigten Königreich und Frankreich an den französischen Automobilhersteller Peugeot verkauft, der die Fahrzeugpalette in Europa unter dem Namen Talbot weiter anbot. 1987 wurde auch diese Marke eingestellt.